# 克里斯·怀特 (政治人物)

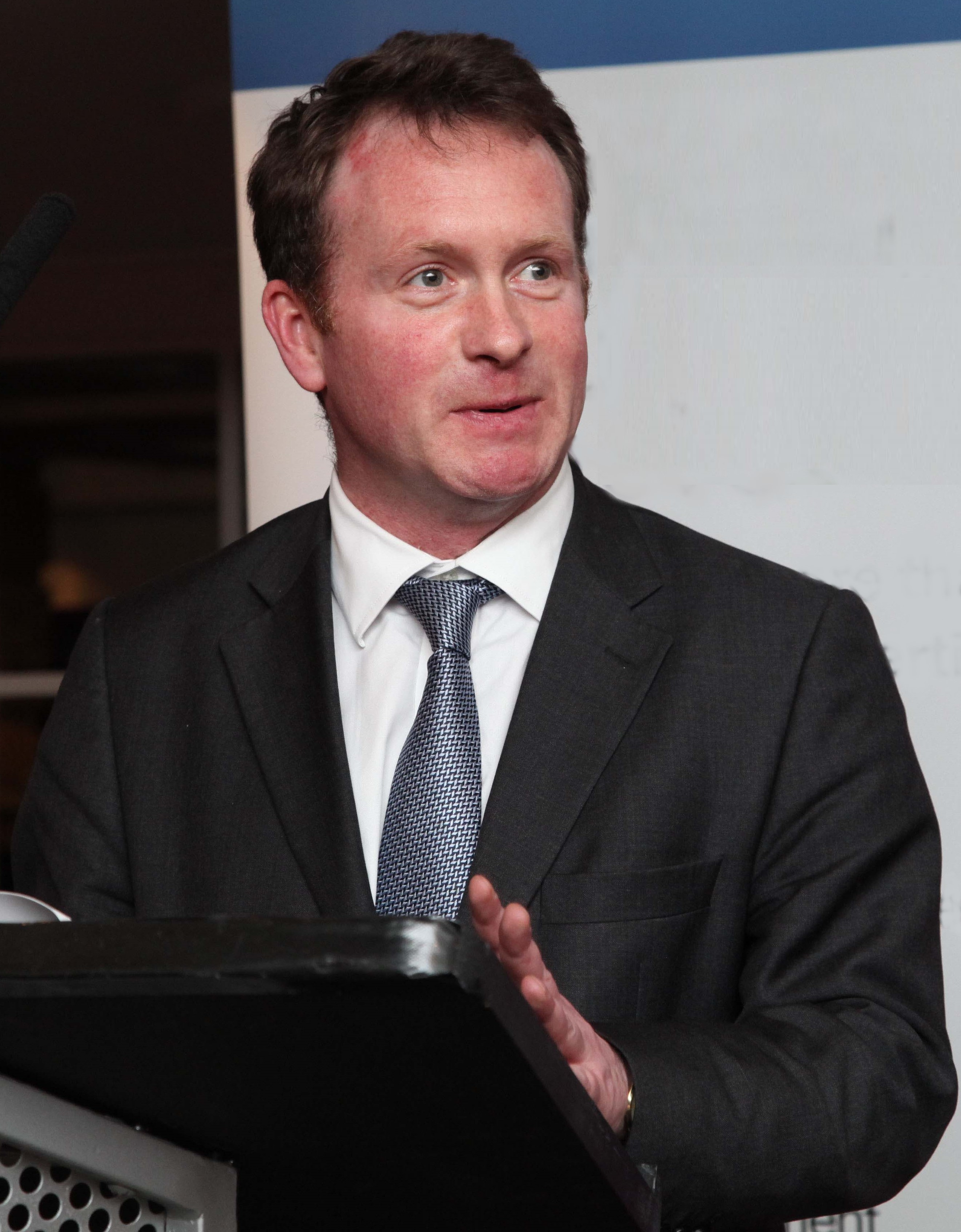

克里斯托弗·马克·弗朗西斯·懷特（1967年4月28日—）是一位英格蘭政治人物，他的黨籍是保守黨。從2010年到2017年，他擔任沃里克和萊明頓選區選出的英國下議院議員。他畢業於巴斯大學。